# Dolní Branná
Obec Dolní Branná (německy Hennersdorf) se nachází v okrese Trutnov, kraj Královéhradecký, ve stejnojmenném katastrálním území o rozloze 7,91 km2. V roce 2014 zde bylo evidováno 346 adres. Žije zde přibližně 1 000 obyvatel. Obcí prochází silnice II/295. V obci se nachází Železniční zastávka Horní Branná, která leží na trati Chlumec nad Cidlinou – Trutnov.

## Historie
První písemná zmínka o obci pochází z roku 1357.

## Pamětihodnosti
- Kostel svatého Jiří
- Barokní kaplička sv. Josefa z 18. století u silnice do Vrchlabí
- Sloup s krucifixem na kraji vesnice
- Venkovský dům čp. 179
- Vila čp. 208